# ZEE5

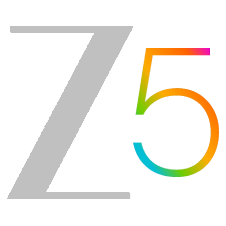
Logo

ZEE5 ist eine indische Video-on-Demand-Website, die von der Essel Group über ihre Tochtergesellschaft Zee Entertainment Enterprises Limited (ZEEL) betrieben wird. Der Hauptsitz ist in Mumbai. Sie wurde am 14. Februar 2018 in Indien mit Inhalten in 12 Sprachen gestartet. Die mobile ZEE5-Anwendung ist u. a. über Web, Android, iOS und Smart TVs verfügbar.
Die Plattform stellte auch die erste tamilische Webserie im Jahr 2018 mit dem Titel America Mappillai zur Verfügung. Im selben Jahr führte die Plattform auch einen weiteren Webserientitel ein, Kallachirippu, der vom populären Filmemacher Karthik Subbaraj produziert wurde, und Karenjit Kaur – The Untold Story of Sunny Leone, eine biografische Webserie über Sunny Leone.
Der Dienst wurde aufgrund der Klausel von Dish Network im Vertrag zwischen ZEE und dem Satellitenbetreiber, dem wichtigsten Anbieter für indische Kanäle im Land, überall außer in den Vereinigten Staaten gestartet.
2019 erreichte ZEE5 über 61 Millionen Zuschauer pro Monat.